# Redkino
Redkino (in russo Редкино?) è un insediamento di tipo urbano della Russia europea, situato nell'oblast' di Tver', nel Konakovskij rajon.
Si trova a 5 km dal Volga, 39 km a sud-est di Tver'. Ha una stazione ferroviaria sulla linea Mosca - San Pietroburgo.